# Estnische Volleyballnationalmannschaft der Frauen
Die estnische Volleyballnationalmannschaft der Frauen ist eine Auswahl der besten estnischen Spielerinnen, die den Eesti Võrkpalli Liit bei internationalen Turnieren und Länderspielen repräsentiert.

## Geschichte
Estnische Mannschaften nehmen seit der Unabhängigkeit 1991 an internationalen Wettbewerben teil. Zuvor waren die Volleyballspielerinnen Teil der sowjetischen Nationalmannschaft.

### Weltmeisterschaften
Estland konnte sich bisher noch nie für eine Volleyball-Weltmeisterschaft qualifizieren. Bei der Qualifikation zur WM 2018 gewann die Mannschaft zwei Spiele, verpasste aber den Einzug in die nächste Runde.

### Olympische Spiele
Estland nahm noch nie an einem olympischen Volleyballturnier teil.

### Europameisterschaften
Estland hat 2019 zum bislang einigen Mal für eine Europameisterschaft qualifiziert und belegt den vorletzten, 23. Platz.

### World Cup
Am Volleyball World Cup war Estland bisher nicht beteiligt.

### World Grand Prix
Auch der Volleyball World Grand Prix fand bisher ohne Estland statt.

### Europaliga
Estland nahm seit 2018 an der Europaliga teil und erreichte die beste Ergebnisse 2018 und 2021 mit dem 16. Platz. 2019 wurde man Siebzehnter.